# Ла-Рейна
Ла-Рейна (исп. La Reina) — коммуна в Чили. Одна из городских коммун города Сантьяго. Коммуна входит в состав провинции Сантьяго и Столичной области.

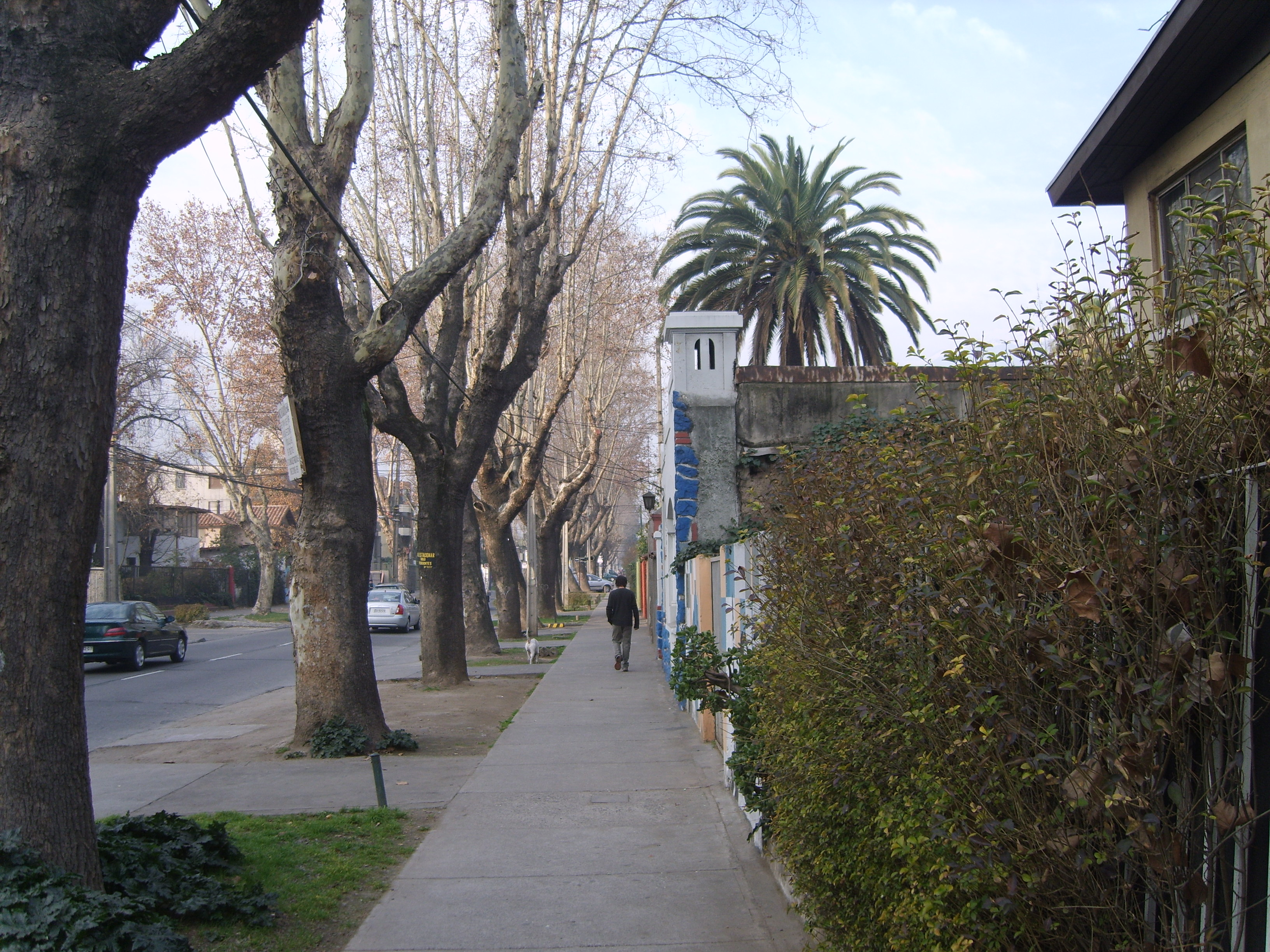
Проспект Симон Боливар

Территория — 23 км². Численность населения — 92 787 жителей (2017). Плотность населения — 4034,2 чел./км².

## Расположение
Коммуна расположена на восток города Сантьяго.
Коммуна граничит:
- на севере — c коммуной Лас-Кондес
- на юге — c коммуной Пеньялолен
- на западе — c коммунами Провиденсия, Нуньоа

## Демография
Согласно сведениям, собранным в ходе переписи 2017 г. Национальным институтом статистики (INE),  население коммуны составляет:
| Полное население                          | Полное население                          | Полное население                          | Полное население                          | Полное население                          | 92 787 |
| ----------------------------------------- | ----------------------------------------- | ----------------------------------------- | ----------------------------------------- | ----------------------------------------- | ------ |
| в том числе:                              | Городское население                       | 92 787                                    | Процент городского населения, %           | 100                                       |        |
|                                           | Сельское население                        | 0                                         | Процент сельского населения, %            | 0                                         |        |
|                                           | Мужское население                         | 43 599                                    | Процент мужского населения, %             | 46,99                                     |        |
|                                           | Женское население                         | 49 188                                    | Процент женского населения, %             | 53,01                                     |        |
| Плотность населения, чел./км²             | Плотность населения, чел./км²             | Плотность населения, чел./км²             | Плотность населения, чел./км²             | Плотность населения, чел./км²             | 4034,2 |
| Население коммуны в % к населению области | Население коммуны в % к населению области | Население коммуны в % к населению области | Население коммуны в % к населению области | Население коммуны в % к населению области | 1,30   |

| Динамика изменения населения коммуны | Динамика изменения населения коммуны | Динамика изменения населения коммуны | Динамика изменения населения коммуны |
| ------------------------------------ | ------------------------------------ | ------------------------------------ | ------------------------------------ |
| 1992                                 | 2002                                 | 2012                                 | 2017                                 |
| 92 410                               | 96 762▲                              | 91 927▼                              | 92 787▲                              |

Город известен тем, что здесь умер Эрих Хонеккер и проживает его семья.